# قائمة رواد الفضاء المسلمين
هذه قائمة بأسماء رواد الفضاء المسلمين الذين صعدوا إلى الفضاء. في المجموع، تواجد 14 مسلمًا (12 رجلاً وامرأتين) في الفضاء.

## قائمة رواد الفضاء المسلمين
| م  | الدولة                              | اسم الرائد                           | صورة | اسم الرحلة وتاريخ الإطلاق                                                                  | تعليق                                            |
| -- | ----------------------------------- | ------------------------------------ | ---- | ------------------------------------------------------------------------------------------ | ------------------------------------------------ |
| 1  | السعودية                            | سلطان بن سلمان بن عبد العزيز آل سعود |      | إس تي إس-51-جي (17 يونيو 1985)                                                             | أول سعودي، وأول عربي، وأول مسلم يصعد إلى الفضاء. |
| 2  | سوريا                               | محمد فارس                            |      | مير اي بي-1 (22 يوليو 1987)                                                                | أول سوري وثاني عربي يصعد إلى الفضاء              |
| 3  | الاتحاد السوفييتي ( أذربيجان حاليًا) | موسى مناروف                          |      | مير اي بي-3 (21 ديسمبر 1987) سويوز تي أم-11 (2 ديسمبر 1990)                                | قضى 541 يومًا في الفضاء                           |
| 4  | أفغانستان                           | عبد الأحد مومند                      |      | مير اي بي-3 (29 أغسطس 1988)                                                                | أول أفغاني وثالث مسلم يصل إلى الفضاء             |
| 5  | الاتحاد السوفييتي                   | توكتار أوباكيروف                     |      | سويوز تي أم-13 (2 أكتوبر 1991)                                                             | أول كازاخي يصعد إلى الفضاء                       |
| 6  | روسيا / كازاخستان                   | تالغات موساباييف                     |      | سويوز تي أم-19 (4 نوفمبر 1994) سويوز تي أم-27 (25 أغسطس 1998) سويوز تي أم-32 (6 مايو 2001) | قضى 341 يومًا في الفضاء                           |
| 7  | روسيا / قيرغيزستان                  | ساليجان شاريبوف                      |      | إس تي إس-89 (20 يناير 1998) إكسبيديشن 10 (14 أكتوبر 2004)                                  | قضى 201 يومًا في الفضاء                           |
| 8  | الولايات المتحدة / إيران            | أنوشه أنصاري                         |      | سويوز تي أم-9 (18 سبتمبر 2006)                                                             | أول امرأة مسلمة تصعد إلى الفضاء                  |
| 9  | ماليزيا                             | شيخ مظفر شكور                        |      | سويوز تي أم آي-11 (10 أكتوبر 2007)                                                         | أول ماليزي يصعد إلى الفضاء                       |
| 10 | كازاخستان                           | آيدن ايمبيتوف                        |      | سويوز تي أم آي-18أم (2 سبتمبر 2015)                                                        | ثالث كازاخي يصعد إلى الفضاء                      |
| 11 | الإمارات                            | هزاع المنصوري                        |      | سويوز أم أس-15 (25 سبتمبر 2019)                                                            | أول إماراتي يصعد إلى الفضاء                      |
| 12 | الإمارات                            | سلطان سيف النيادي                    |      | "كرو 6" (Crew 6) (2 مارس 2023)                                                             | [ 4 ]                                            |
| 13 | السعودية                            | علي القرني                           |      | AX-2 (21 مايو 2023م)                                                                       | ثاني رائد فضاء سعودي.                            |
| 14 | السعودية                            | ريانة برناوي                         |      | AX-2 (21 مايو 2023م)                                                                       | أول رائدة فضاء سعودية وعربية.                    |

## الصلاة في الفضاء
عقدت وكالة الفضاء الوطنية الماليزية، مؤتمرًا ضم 150 عالمًا وباحثًا إسلاميًا في عام 2006 لمعالجة هذا السؤال، من بين أمور أخرى، حول كيفية الصلاة باتجاه الكعبة في الفضاء. تم إصدار وثيقة في أوائل عام 2007 بعنوان دليل لأداء العبادات في محطة الفضاء الدولية وتمت الموافقة عليها من قبل مجلس الفتوى الوطني في ماليزيا.